# Óscar Sánchez Fuentes
Óscar Sánchez Fuentes, (nascut el 19 de desembre de 1979 a Múrcia) és un exfutbolista professional murcià que jugava com a lateral esquerre. Actualment fa d'entrenador assistent a la Cultural Leonesa.
Format al CD Amorós i l'Atlètic de Madrid B, va estar una temporada a Segona Divisió amb el CD Badajoz. El 2002 va fitxar pel Reial Valladolid, on ha jugat regularment com a lateral.
Després de set temporades al conjunt castellanolleonès, va fitxar pel Real Múrcia de la seva població natal el 2009, club en el qual es retiraria finalment el 2014.